# Trölladyngja (Reykjanes)
Trölladyngja (in lingua islandese: Vulcano a scudo del Tröll) è un vulcano situato nella regione del Suðurland, nella parte sud-occidentale dell'Islanda.

## Descrizione
Il Trölladyngja (alto 379 m) è un vulcano a scudo situato sulla penisola di Reykjanes, a nord di Núpshlíðarháls. È posizionato a ovest del lago Kleifarvatn e la struttura rocciosa è a base di palagonite. 
È il vulcano centrale del sistema vulcanico Krýsuvík ed è circondato da file di altri crateri.
È adiacente al Grænadyngja (402 m), una vetta molto simile tanto che le montagne sono considerate gemelle e insieme sono chiamate Dyngjurnar (vulcani a scudo). Nonostante il nome, i due monti non sono il frutto di un'eruzione di lava aerea come avviene nei vulcani a scudo, ma si sono formati in seguito a eruzioni subglaciali, al di sotto di una spessa coltre di ghiaccio, prima della fine dell'ultima era glaciale.

## Vulcanismo
Le eruzioni si verificavano su una fessura eruttiva posta nella penisola di Reykjanes con eruzioni frequenti nei primi secoli dell'insediamento islandese e fino alla Riforma. La lava fuoriuscita durante il periodo di insediamento ha formato il campo di lava Afstapahraun.
Le ultime eruzioni in questo sistema vulcanico sembrano essere avvenute nel XII secolo (tra il 1151 e il 1188) e probabilmente di nuovo nel XIV secolo.
Sono state fatte indagini per lo sfruttamento dell'energia geotermica nell'area del Trölladyngja, ma le perforazioni effettuate non hanno prodotto risultati soddisfacenti e sono state abbandonate.

## Escursionismo
Le pendici meridionali dei due monti sono costituite di rocce colorate e vi si trova anche una zona ad alta temperatura denominata Sogin. Entrambi i vulcani sono considerati geologicamente interessanti e sono una meta popolare per l'escursionismo, poiché sono molto facili da percorrere. Il Trölladyngja è un po' più roccioso nella parte superiore e dalla sommità si gode un'ottima vista sulla penisola di Reykjanes.